# Branca de Neve e os Sete Anões (filme)
Snow White and the Seven Dwarfs (bra/prt: Branca de Neve e os Sete Anões) é um filme estadunidense de animação, dos gêneros musical, romance e aventura lançado em 1937. É o primeiro longa-metragem de animação da Disney e é baseado no conto de fadas "Branca de Neve", dos Irmãos Grimm. A história foi adaptada por Dorothy Ann Blank, Richard Creedon, Merrill De Maris, Otto Englander, Earl Hurd, Dick Rickard, Ted Sears e Webb Smith. David Hand foi o diretor supervisor, enquanto William Cottrell, Wilfred Jackson, Larry Morey, Perce Pearce e Ben Sharpsteen dirigiram sequências individuais do filme. Branca de Neve e os Sete Anões foi o primeiro longa-metragem de animação produzido nos Estados Unidos, o primeiro totalmente a cores no mundo, o primeiro a ser produzido por Walt Disney e o primeiro filme dos considerados Clássicos Disney.
Branca de Neve e os Sete Anões estreou no Carthay Circle Theatre em 21 de dezembro de 1937, seguido pelo seu lançamento nacional em 4 de fevereiro de 1938, e arrecadou 8 milhões de dólares em bilheterias ao redor do mundo. Na época, foi brevemente a maior bilheteria de um filme sonoro. A popularidade de Branca de Neve levou-o a ser relançado nos cinemas várias vezes nas décadas seguintes, até seu lançamento em home video nos anos 90.
No 11º Óscar, Walt Disney recebeu um Óscar honorário e a animação foi indicada ao Oscar de melhor banda sonora. Branca de Neve foi selecionado para preservação no National Film Registry pela Biblioteca do Congresso em 1989 por ser "culturalmente, historicamente e esteticamente importante". Foi classificado na lista dos melhores filmes estadunidenses segundo o American Film Institute, que também o nomeou como o maior filme de animação americana de todos os tempos em 2008. Branca de Neve e os sete anões teve um enorme impacto cultural, resultando em atrações nos parques temáticos da Disney, videogames, livros e marcando o início das animações nos cinemas.

## Enredo
Branca de Neve, uma princesa solitária e órfã, vive com sua malvada madrasta, a Rainha Grimhilde, uma mulher vaidosa e invejosa. A Rainha teme que a beleza de Branca de Neve supere a sua, por isto ela obriga Branca de Neve para trabalhar como criada do castelo, e pergunta diariamente ao Espelho Mágico: ''Espelho, espelho meu, existe alguém mais bela do que eu?'' Durante anos, o Espelho respondia que não havia ninguém mais bela que a Rainha.
Um dia, o Espelho Mágico diz à Rainha que Branca de Neve é a mais bela de todas. A Rainha, com ciúmes, ordena que o seu Caçador leve Branca de Neve à floresta para matá-la. Ela também exige que o Caçador traga o coração de Branca de Neve numa caixa de joias como prova da sua morte. No entanto, após levá-la para longe do castelo e empunhar a sua faca, o Caçador não tem coragem de matar Branca de Neve. Ele implora pelo seu perdão, revela o desejo da Rainha de matá-la, e diz que Branca de Neve deve fugir para a floresta sem jamais olhar para trás. Perdida na floresta, sozinha e assustada, a princesa é socorrida pelos bondosos animais da floresta, que a conduzem para uma casa de campo. Ao entrar, Branca de Neve encontra sete cadeiras pequenas na sala de jantar, e conclui que a casa é desarrumada porque lá moram sete crianças órfãs.
Na verdade, a casa é habitada por sete anões adultos: Mestre, Zangado, Feliz, Soneca, Dengoso, Atchim e Dunga, que trabalham numa mina de diamantes ali perto. Ao retornarem para casa, os anões ficam surpresos por vê-la limpa e percebem que alguém a invadiu. Eles encontram Branca de Neve dormindo em três de suas camas. Branca de Neve acorda e se depara com os anões olhando para ela; após ficarem sabendo de sua história, os sete por fim concordam em deixá-la ficar na casa, em troca de ela cozinhar e limpar para eles. Branca de Neve passa a cuidar da casa dos anões enquanto eles trabalham durante o dia na mina de joias. À noite, todos cantam, dançam e tocam música.
Enquanto isso, a Rainha descobre que Branca de Neve ainda está viva ao perguntar mais uma vez ao Espelho Mágico quem é a mais bela de todas, e ele ainda afirmar ser a Branca de Neve. O Espelho também revela que a mesma está refugiada na casa dos anões, e que o coração na caixa dada pelo Caçador é de um porco. Usando uma poção que transforma a si mesma numa velha bruxa, a Rainha cria a "Maçã Envenenada", que amaldiçoa a pessoa que a morder com o "Sono da Morte", um feitiço que só pode ser quebrado pelo "Primeiro Beijo de Amor", mas descarta esta possibilidade, acreditando que Branca de Neve será enterrada viva. A Rainha vai para a casa de campo, enquanto os anões estão a trabalho; os animais que estavam vigiando Branca de Neve percebem o perigo e correm para alertar os anões. Simulando um ataque cardíaco, a Rainha consegue entrar na casa e engana Branca de Neve, que morde a Maçã Envenenada acreditando ser uma fruta milagrosa que realiza os desejos de quem a come. Quando Branca de Neve cai adormecida, a Rainha comemora a reconquista do seu posto de mulher mais bela da Terra. Os animais retornam com os anões, que começam a persegui-la, cercando-a num precipício. A Rainha tenta fazer rolar uma pedra sobre eles, mas um raio atinge o precipício, causando a sua morte.
Os anões voltam para casa e encontram Branca de Neve, aparentemente morta, enfeitiçada pelo Sono da Morte. Recusando-se a enterrá-la por sua beleza, eles a colocam em um caixão de vidro adornado em ouro numa clareira da floresta. Junto com as criaturas da floresta, eles velam o caixão e permanecem em luto por ela. Mais tarde, um príncipe, que tinha conhecido e se apaixonado por Branca de Neve, descobre seu sono eterno e visita seu caixão. Comovido com sua morte aparente, ele a beija, quebrando assim o feitiço e despertando Branca de Neve. Todos os anões e animais se alegram enquanto o Príncipe leva sua amada consigo para o seu castelo.

## Elenco

### Elenco original

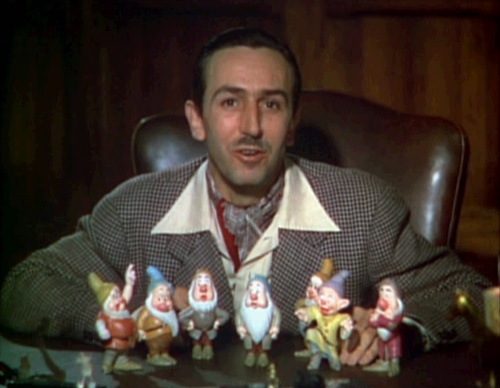
Walt Disney introduz cada um dos sete anões em uma cena do trailer original de 1937 de Branca de Neve e os Sete Anões.

- Adriana Caselotti como Snow White (Branca de Neve): Branca de Neve é uma jovem princesa. Ela é a filha de um grande rei cuja esposa morreu quando a filha era muito jovem. Sua madrasta malvada obrigou-a a trabalhar como faxineira no castelo. Apesar disso, ela mantém uma atitude alegre, mas ingênua.[9]
- Lucille La Verne como Queen Grimhilde / Witch (Rainha Grimhilde / Velha Bruxa): A Rainha Grimhilde é a malvada madrasta da Branca de Neve. Uma vez que seu espelho mágico lhe revela que Branca de Neve é mais bela do que ela, a Rainha imediatamente ordena a Humbert, o caçador, para matá-la na floresta. Após descobrir que Branca de Neve não morreu, ela se disfarça de bruxa e se vale de uma maçã envenenada para eliminar Branca de Neve de seu caminho sem matá-la.[9]
- Harry Stockwell como The Prince ou Prince Florian (Príncipe Encantado ou Príncipe Florian): O príncipe se encontra com Branca de Neve pela primeira vez ao vê-la cantar junto a seu poço dos desejos. Ele imediatamente se apaixona por ela e sua voz. Mais tarde, ele surge para reanimá-la.[9]
- Roy Atwell como Doc (Mestre): É o líder dos sete anões. Usa óculos e frequentemente se atrapalha com as palavras.[9]
- Pinto Colvig como Grumpy (Zangado): Zangado inicialmente desaprova a presença de Branca de Neve na casa dos anões, porém mais tarde demonstra preocupação, advertindo-a contra a ameaça da rainha. Além disso, ele é o primeiro a correr de volta para casa ao perceber que ela está em perigo, junto com os outros anões. Ele tem o maior nariz dos anões e frequentemente mantém um olho fechado.[9]
- Otis Harlan como Happy (Feliz): O mais risonho dos sete, comumente com um sorriso no rosto.[9]
- Pinto Colvig como Sleepy (Soneca): Soneca está sempre cansado e parece lacônico na maioria das situações. Sterling Holloway, que viria a ser a voz de muitos outros personagens para os futuros filmes da Disney, foi originalmente considerado por Walt Disney para fazer a voz de Soneca.[9]
- Scotty Mattraw como Bashful (Dengoso): Dengoso é o mais tímido dos anões, e fica frequentemente constrangido quando a atenção se volta a ele.[9]
- Billy Gilbert como Sneezy (Atchim): Atchim recebeu este nome por conta de seus espirros extraordinariamente poderosos (ocasionados por febre dos fenos), capazes de mover até mesmo os mais pesados objetos da sala.[9]
- Eddie Collins (efeitos vocais e referências de live-action) como Dopey (Dunga): Dunga é o único anão que não tem barba. Ele é desajeitado e mudo. De acordo com Feliz, Dunga é mudo porque "nunca aprendeu a falar". No trailer do filme, Walt Disney descreve Dunga como "bondoso, mas de um jeito bobo". Mel Blanc chegou a ser cogitado por Walt Disney para ser a voz de Dunga.[9]
- Moroni Olsen como The Magic Mirror (Espelho Mágico): Sua imagem no vidro é a de uma máscara verde envolvida em nuvens de fumaça. A Rainha pergunta a ele regularmente quem é a mais bela do reino.[9]
- Stuart Buchanan como Humbert, the Huntsman (Caçador): Apesar de seu status como assassino da Rainha, o Caçador é incapaz de matar Branca de Neve, mesmo quando a Rainha ordena que ele extraia o coração da princesa.[9]

## Produção
O desenvolvimento de Branca de Neve e os Sete Anões começou no início de 1934. Em junho de 1934, Walt Disney anunciou ao The New York Times a produção de seu primeiro longa, a ser lançado pela Walt Disney Productions. Antes de Branca de Neve e os Sete Anões, o estúdio Disney tinha produzido principalmente curtas-metragens de animação das séries Mickey Mouse e Silly Symphonies. Disney tinha esperança de expandir o prestígio e as receitas do seu estúdio, e estimou que Branca de Neve e os Sete Anões poderia ser produzido com um orçamento de 250 mil dólares, valor dez vezes maior do que era gasto em Silly Symphonies.
Branca de Neve e os Sete Anões iria ser o primeiro filme de animação da história do cinema, e como tal, Walt Disney teve que lutar para conseguir que o filme fosse produzido. Roy Disney, seu irmão e parceiro de negócios e sua esposa Lillian tentaram persuadi-lo a desistir, enquanto a indústria de Hollywood se referia ao filme ironicamente como "Disney's Folly" ("Loucura do Disney" em tradução literal) enquanto estava em produção. Ele teve que hipotecar sua casa para ajudar a financiar a produção do filme. Branca de Neve custou no total US$ 1 488 422,74 milhão, um valor enorme para um longa-metragem em 1937.

### Desenvolvimento da história
Em 9 de agosto de 1934, vinte e uma páginas de notas intitulado de "Sugestões para Branca de Neve" foram compiladas pela equipe de roteiristas de Richard Creedon, que sugeria sequências para os personagens principais e situações 'engraçadas' para a história. Walt Disney havia afirmado no início do projeto que a principal atração da história para ele seriam os Sete Anões. Em outubro, Disney, Creedon, Larry Morey, Albert Hurter, Ted Sears e Pinto Colvig se reuniram para decidir a história. Até este ponto, Walt Disney sentia que a história deveria começar com Branca de Neve descobrindo a casa dos Sete Anões. Walt Disney tinha sugerido desde o início que cada um dos anões, cujos nomes e personalidades não são indicados no conto original, poderia ter personalidades individuais. Os nomes dos anões foram escolhidos a partir de um grupo de cerca de cinquenta nomes, incluindo Jumpy, Deafy, Dizzey, Hickey, Wheezy, Baldy, Gabby, Nifty, Sniffy, Swift, Lazy, Puffy, Stuffy, Tubby, Shorty e Burpy. Os sete finalistas foram escolhidos através de um processo de eliminação. O chefe dos anões, necessário para ser pomposo, autossuficiente e atrapalhado, foi nomeado Doc (Mestre); os outros foram nomeados através dos traços das suas personalidades que os diferenciava. Em outubro, no final das reuniões de história, só Doc (Mestre), Grumpy (Zangado), Bashful (Dengoso), Sleepy (Soneca) e Happy (Feliz) dos sete finalistas foram nomeados. Nesta etapa, Atchim e Dunga foram substituídos por "Jumpy" e um sétimo anão sem nome.
Junto com um foco nas caracterizações e possibilidades cômicas dos anões, Creedon escreveu um esboço de dezoito páginas da história a partir das reuniões de outubro, que contou com um fluxo contínuo de cenas de comédia, bem como uma tentativa da Rainha de matar Branca de Neve com um pente envenenado, um elemento retirado da história original dos irmãos Grimm. Depois de convencer Branca de Neve a usar o pente, a Rainha disfarçada teria escapado viva, mas os anões teriam chegado a tempo para removê-lo. Após o fracasso do pente, a Rainha capturaria o Príncipe Encantado e levaria-o para seu calabouço, onde ela teria chegado (esboços de história mostram este evento, tanto com a Rainha e a Bruxa) usando magia para dar vida aos esqueletos da masmorra, fazendo-os dançar para ele. Foi descrito em notas da história que a Rainha tem este poder mágico apenas no castelo. Quando o Príncipe recusa-se a casar com ela, a Rainha o deixa para morrer. Os animais da floresta ajudariam o Príncipe a escapar da Rainha e a encontrar o seu cavalo. O Príncipe andaria rumo a casa para salvar Branca de Neve, tomando o caminho errado. Ele, portanto, não teria chegado a tempo de salvar Branca de Neve da Rainha, mas teria sido capaz de salvá-la com o primeiro beijo de amor. Esta versão não foi usada no final do filme, embora muitos esboços da cena na masmorra foram feitos por Ferdinand Horvath.
Com o excesso de cenas cômicas, Disney tornou-se preocupado com o fato de que uma tal abordagem cômica iria diminuir a plausibilidade dos personagens e, sentindo que era necessário mais tempo para o desenvolvimento da Rainha, aconselhou em um esboço datado no dia 6 de novembro que seja dada uma atenção exclusivamente às "cenas em que apenas Branca de Neve, os anões, e seus amigos animais aparecem". Os nomes e personalidades dos anões, no entanto, ainda estavam "abertos à mudança". A reunião de 16 de novembro resultou em mais um esboço intitulado ''Anões Descobrem Branca de Neve'', que introduziu o personagem de Dopey (Dunga), que acabaria por revelar-se o mais bem-sucedido e popular dos personagens anões. No final de 1934, Walt desenvolveu ainda mais a história, encontrando um dilema na caracterização da Rainha, que ele imaginou que podia deixar de ser "gorda" e "extravagantemente", mas um "tipo belo e imponente", uma possibilidade já levantada em reuniões anteriores. Walt Disney não focou no projeto novamente até o outono de 1935. Acredita-se que ele pode ter duvidado dele e da capacidade de seu estúdio, e que sua viagem à Europa naquele verão restaurou sua confiança. Neste ponto, Disney e seus escritores concentraram-se nas cenas em que Branca de Neve e os anões são apresentados para o público e entre si. Em 25 de novembro de 1935, Walt tinha decidido sobre as personalidades individuais dos anões.
Primeiro, Walt pensava que os anões seriam o foco principal da história, havendo muitas sequências escritas para os sete personagens. No entanto, foi decidido que o principal foco da história seria a relação entre a Rainha e Branca de Neve. Por este motivo, várias sequências que caracterizam os anões foram cortadas do filme. A primeira, que foi animada em sua totalidade antes de ser cortada, mostra Mestre e Zangado discutindo se Branca de Neve devia ficar com eles. Outra, também completamente animado, teria mostrado os anões tomando sopa ruidosamente e fazendo bagunça; Branca de Neve tentava ensiná-los sem sucesso a comer 'como cavalheiros'. Uma sequência parcialmente animada envolveu os anões tentando pensar em um presente para Branca de Neve; esta foi seguida pela 'sequência da construção da cama' elaborada, no qual os anões e os animais da floresta constroem e esculpem uma cama para a princesa. Isto também foi cortado, pois retardava a história. As sequências da 'sopa' e da 'construção da cama' foram animadas por Ward Kimball, que sentiu-se desencorajado, considerando deixar o estúdio. Mas Disney o convenceu a ficar, promovendo-o para o supervisor de animação do Grilo Falante em seu próximo filme, Pinóquio (1940).

### Animação

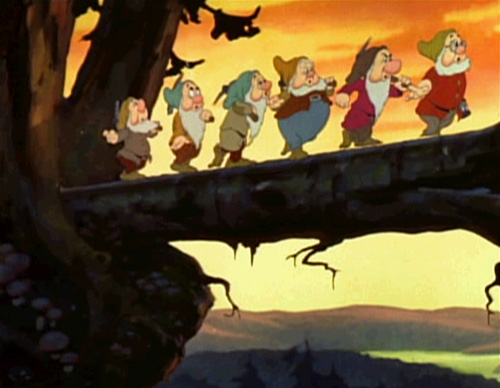
A famosa sequência "Heigh-Ho" de Branca de Neve foi animada por Shamus Culhane.

A principal autoridade da animação do filme foi Albert Hurter, artista conceitual. Todos os desenhos usados no filme, a partir da aparência dos personagens para a aparência dos cenários, tinha que obter a aprovação de Hurter antes de ser finalizado. Dois outros artistas conceituais - Ferdinand Horvath e Gustaf Tenggren - também contribuíram para o estilo visual de Branca de Neve e os Sete Anões. Horvath desenvolveu uma série de conceitos sombrios para o filme, embora muitos outros projetos que desenvolveu tenham acabado por ser rejeitados pela equipe de Disney. Tenggren trabalhou como um estilista das cores para determinar o estado e a atmosfera de muitas cenas do filme. Ele também desenhou os cartazes para o filme e ilustrou o livro impresso. No entanto, Hovarth não recebeu nenhum crédito pelo filme. Outro artista que trabalhou no filme foi Joe Grant, cuja contribuição mais significativa foi o design da forma da Rainha\Bruxa.
Art Babbit, um animador que se juntou ao estúdio Disney em 1932, convidou sete dos seus colegas (que trabalhavam na mesma sala que ele) para assistir uma aula de arte que ele próprio tinha estabelecido em sua casa em Hollywood Hills. Embora não houvesse nenhum professor, Babbitt tinha recrutado uma modelo para posar para ele e seus colegas animadores. Estas 'aulas' foram realizadas semanalmente, e a cada semana, mais animadores iam. Depois de três semanas, Walt Disney chamou Babbit ao seu escritório e se ofereceu para fornecer o material, espaços de trabalho e modelos necessários se as sessões fossem transferidas para o estúdio. Babbit deu as aulas por um mês até que o animador Hardie Gramatky sugeriu que eles recrutassem Don Graham, um professor de arte do Chouinard Institute. Ele lecionou sua primeira aula no estúdio em 15 de novembro de 1932 e foi acompanhado por Phil Dike algumas semanas mais tarde. Estas aulas tinham a preocupação em trabalhar com a anatomia humana e movimento.
Poucos dos animadores dos estúdios Disney tiveram formação artística (a maioria tinha sido cartunista de jornal). Dentre estes poucos, foi Grim Natwick que havia treinado na Europa. O sucesso do seu trabalho na concepção e animação de Betty Boop da Fleischer Studios mostrou uma compreensão da anatomia humana feminina. Quando Walt Disney contratou Natwick, foi dado a ele personagens femininas para animar quase que exclusivamente. As tentativas de animar Perséfone, a protagonista de The Goddess of Spring, foram muito malsucedidas. A animação de Natwick, heroína do The Cookie Carnival foi bem-sucedida, dando ao animador a tarefa de animar Branca de Neve. Embora tenham sido filmadas cenas reais de Branca de Neve, do Príncipe Encantado e da Bruxa como referência para os animadores, os artistas desaprovaram a rostocópia, considerando-a como uma dificuldade para a produção de uma caricatura eficaz. Nenhuma animação de Babbitt para a Rainha teve uso da rostocópia.  Apesar das objeções de Graham e Natwick, no entanto, algumas cenas de Branca de Neve e o Príncipe foram diretamente traçadas a partir do live-action filmado.

### Trilha sonora
As canções em Branca de Neve e os Sete Anões foram compostas por Frank Churchill e Larry Morey. Paul Smith e Leigh Harline compuseram a trilha de música incidental. As canções conhecidas de Branca de Neve e os Sete Anões incluem Heigh-Ho, Someday My Prince Will Come e Whistle While You Work. Como Disney ainda não tinha a sua companhia de publicação de músicas até então, os direitos de publicação para as músicas e as canções foram administradas pela Bourne Co. Music Publishers, que continua a manter estes direitos. Branca de Neve tornou-se o primeiro filme americano a ter um álbum de trilha sonora lançado em conjunto com o longa-metragem. Antes de Branca de Neve e os Sete Anões, uma gravação da trilha sonora de um filme era inédito e de pouco valor para os estúdios de cinema.

### Influências cinematográficas
Durante a produção, Disney incentivou sua equipe a assistir uma variedade de filmes. Estes variaram do mainstream, como Romeu e Julieta (1936). Branca de Neve, bem como os dois filmes seguintes da Disney, também foram influenciados por tais filmes expressionistas alemães como Nosferatu (1922) e O Gabinete do Doutor Caligari (1919), ambos os quais foram recomendadas por Disney para sua equipe.

## Lançamento

### Lançamento original
Branca de Neve e os Sete Anões estreou no Carthay Circle Theatre em 21 de dezembro de 1937, e foi aclamado pelo público, muitos dos quais eram os mesmos opositores que haviam apelidado o filme de "Loucura de Disney". O filme recebeu uma ovação de pé ao final da exibição, numa plateia que incluía Judy Garland e Marlene Dietrich. Seis dias depois, Walt Disney e os sete anões apareceram na capa da revista Time. The New York Times disse: "Muito obrigado, Sr. Disney". Após o sucesso das exibições exclusivas na Radio City Music Hall em Nova York e num teatro em Miami em janeiro de 1938, a RKO Radio Pictures lançou o filme para o público geral em 4 de fevereiro. Ele tornou-se um grande sucesso de bilheteria, arrecadando quatro vezes mais dinheiro do que qualquer outro filme lançado em 1938. Em seu lançamento original, Branca de Neve e os Sete Anões arrecadou US$ 3,5 milhões nos Estados Unidos e no Canadá, e até maio de 1939 tinha arrecadado US$6,5 milhões no mundo, sendo o filme com som mais bem-sucedido de todos os tempos, desbancando The Singing Fool de Al Jolson (mais tarde Branca de Neve e os Sete Anões perdeu o posto para Gone with the Wind em 1940). Até o final de sua exibição original, Branca de Neve e os Sete Anões faturou US$ 7.846.000 ao redor do mundo. A RKO teve um lucro de US$ 380.000 dólares.

### Relançamentos
Branca de Neve e os Sete Anões foi relançado pela primeira vez em 1944, com a intenção de aumentar a receita para o estúdio da Disney durante o período da Segunda Guerra Mundial. Este relançamento definiu uma tradição da Disney de relançar as animações entre sete a dez anos. Branca de Neve foi relançado em 1952, 1958, 1967, 1975, 1983, 1987 e 1993. Coincidindo com o quinquagésimo aniversário em 1987, a Disney lançou um romance oficial da história, escrito pela autora infantil Suzanne Weyn.
Em 1993, Branca de Neve e os Sete Anões tornou-se o primeiro filme a ser totalmente digitalizado para arquivos digitais, alterado e gravado de volta ao filme. O projeto de restauração foi realizado inteiramente em resolução 4K e profundidade de cor de 10 bits, usando o sistema Cineon para remover digitalmente sujeiras, arranhões e restaurar as cores desbotadas.
Branca de Neve e os Sete Anões teve um arrecadamento total de US$ 418.200.000 milhões no seu lançamento original e relançamentos. Ajustado pela inflação e incorporando versões posteriores, o filme ainda está registrado como uma das dez maiores bilheterias de todos os tempos.

### Em países lusófonos
No Brasil, Branca de Neve e os Sete Anões foi lançado em setembro de 1938, e é notável por ter sido o primeiro filme com uma dublagem em português. Braguinha adaptou o roteiro e as gravações ocorreram nos estúdios da Columbia Discos no Rio de Janeiro com atores de radioteatro, liderados por Dalva de Oliveira como Branca de Neve. Tal dublagem foi sobreposta em 1965 por uma regravação feita no estúdio Riosom, adaptada por Aloysio de Oliveira e Telmo de Avelar e com Branca de Neve tendo a voz de Maria Alice Barreto nos diálogos e Cybele Freire nas canções, que se tornou a vigente em todos os relançamentos do filme. A única vez que o filme foi exibido na televisão aberta foi na Sessão de Sábado, da Rede Globo no dia 25 de dezembro de 2010, cerca de 72 anos depois de sua estreia nos cinemas brasileiros. O filme foi exibido como um especial de fim de ano da emissora.
Branca de Neve estreou em Portugal em novembro de 1938, no Cine Tivoli, em Lisboa. Na televisão portuguesa, a RTP exibiu este filme pela primeira vez em 1966, já com a dublagem brasileira de 1965, durante o período de Natal, em conjunto com o filme Pinóquio de 1940. Mais tarde, foi reexibido em 2011 no Disney Channel Portugal, com a versão dobrada em português.

### Recepção
Branca de Neve e os Sete Anões foi um enorme sucesso de crítica, com muitos críticos saudando-a como uma verdadeira obra de arte, recomendada para crianças e adultos. Na história do cinema, muitas vezes afirmou-se que a animação dos personagens humanos no filme foram criticadas, mas um estudo mais recente concluiu que a maioria dos comentaristas elogiaram o estilo realista da animação humana, com várias afirmando que o público vai esquecer que eles estão observando seres humanos animados ao invés de reais. No 11º Oscar, Walt Disney ganhou um Oscar Honorário por "uma inovação significativa na tela que tem encantado milhões e foi pioneiro de um novo grande campo do entretenimento". Disney recebeu da atriz de 10 anos, Shirley Temple, uma estatueta do Oscar em tamanho real acompanhada de sete miniaturas. O filme também recebeu uma indicação ao Oscar de melhor banda sonora. Someday My Prince Will Come tornou-se um jazz standard, sendo regravada por numerosos artistas como Buddy Rich, Lee Wiley, Oscar Peterson, Frank Churchill, e Oliver Jones. Foi título dos álbuns de Miles Davis, Wynton Kelly e Alexis Cole.
Cineastas famosos, como Sergei Eisenstein e Charlie Chaplin, elogiaram Branca de Neve e os Sete Anões como uma conquista notável no cinema. Eisenstein o chamou de o melhor filme já feito. Branca de Neve inspirou a Metro-Goldwyn-Mayer produzir The Wizard of Oz (1939). O animador pioneiro Max Fleischer decidiu produzir o filme de animação As Viagens de Gulliver (1939) a fim de competir com Branca de Neve.
O sucesso de Branca de Neve levou Disney a avançar com mais produções de animações. Walt Disney usou a maior parte dos lucros de Branca de Neve e os Sete Anões para financiar um novo estúdio de US$ 5 milhões em Burbank, onde se encontra o atual estúdio da Walt Disney Animation Studios. Dentro de dois anos, o estúdio completou Pinóquio e Fantasia, e deu início a produções de animação como Dumbo, Bambi, Alice no País das Maravilhas e Peter Pan.
Reconhecimento da American Film Institute
A American Film Institute (AFI), uma organização independente sem fins lucrativos criada nos Estados Unidos pela National Endowment for the Arts, lançou uma variedade de prêmios anuais e listas de filmes que reconhecem a excelência de produções cinematográficas. As Listas do AFI de 100 Anos... realizadas entre 1998 e 2008, apresenta listas categorizadas dos melhores filmes dos EUA selecionados por um júri composto por mais de 1 500 artistas, estudiosos, críticos e historiadores. A inclusão de um filme em uma destas listas foi com base na popularidade do longa-metragem ao longo do tempo, significado histórico e impacto cultural. Branca de Neve e os Sete Anões foi selecionado por um júri para inclusão em muitas listas AFI, incluindo as seguintes listas:
- 100 anos... 100 filmes - #49[48]
- 100 anos... 100 filmes (Edição de 10º Aniversário) - #34[49]
- 10 Top 10 - #1 filme de animação[50]
- 100 Anos...100 Heróis & Vilões: Rainha - #10 Vilã[51]
- 100 anos... 100 canções
  - Someday My Prince Will Come - #19[52]
  - Whistle While You Work - Nomeado[53]
- 100 anos... 100 frases de filmes: "Magic Mirror on the wall, who is the fairest one of all?" - Nomeado[54]
- Maiores Musicais - Nomeado[55]

### Home media
Em 28 de outubro de 1994, o filme foi lançado como o primeiro vídeo da coleção Walt Disney Masterpiece Collection, sendo o primeiro da lista de clássicos da Disney a ser lançado em home video.
Branca de Neve e os Sete Anões foi lançado pela primeira vez em DVD em 9 de outubro de 2001, sendo a primeira da Coleção Platinum da Disney, e inclui em dois discos o filme digitalmente restaurado, um documentário making-of narrado por Angela Lansbury, um comentário de áudio por John Canemaker e, através de clipes de áudio arquivados, Walt Disney.
Branca de Neve e os Sete Anões foi lançado em Blu-ray em 6 de outubro de 2009, a primeira da Edição Diamante da Disney, e uma nova edição em DVD foi lançada em 24 de novembro de 2009. O Blu-ray inclui uma versão de alta definição do filme proveniente de uma nova restauração por Lowry Digital, uma cópia em DVD do filme, e vários recursos extras não incluídos no DVD de 2001. Esta edição voltou ao cofre da Disney em 30 de abril de 2011.
Foi lançado em HD digital em 19 de janeiro de 2016 com material bônus, como a primeira da coleção The Walt Disney Signature Collection. Foi relançado em DVD e Blu-ray em 2 de fevereiro de 2016.

## Mídias

### Parques temáticos

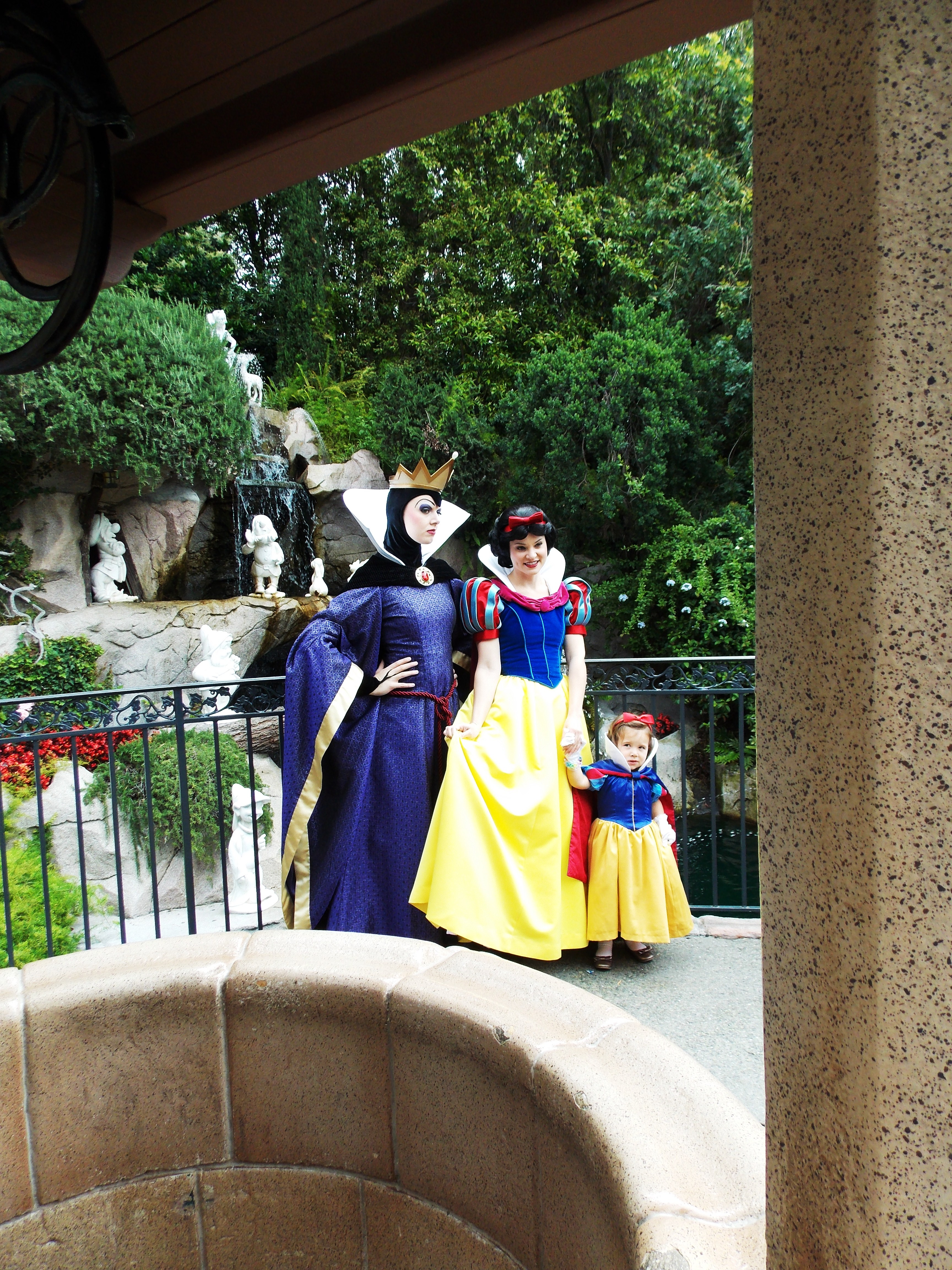
Na Disneyland, Branca de Neve e a Rainha Grimhilde, a malvada madrasta da Branca de Neve, tirando uma foto com uma visitante em 2012.

Snow White's Scary Adventures é uma atração popular na Disneyland (e que está presente desde a inauguração do parque em 1955), Tokyo Disneyland e Disneyland Resort Paris. Fantasyland localizada no Magic Kingdom da Walt Disney World sofreu uma expansão entre 2012 e 2014. Snow White's Scary Adventures foi substituído pela Princess Fairytale Hall, onde Branca de Neve e outras princesas estão localizadas para conhecer os visitantes. Na expansão de 2013, foi inaugurada a montanha-russa Seven Dwarfs Mine Train.

### Jogos eletrônicos
- A primeira tentativa de um jogo para Branca de Neve e os Sete Anões foi para o Atari 2600, como parte de sua linha de jogos para crianças.[65] Ele nunca foi lançado oficialmente, apesar de uma versão homebrew foi disponibilizada em uma base limitada.[66]
- Walt Disney's Snow White and the Seven Dwarfs foi lançado para o Game Boy Color de 2001.[67]
- Branca de Neve também fez uma aparição no jogo PlayStation 2 Kingdom Hearts como uma das sete princesas do coração.[68] Um mundo baseado no filme, Dwarf Woodlands, aparece em Kingdom Hearts Birth by Sleep para PlayStation Portable.[69]
- Em 2013, foi lançado o jogo móvel Snow White: Queen's Return (também conhecido como Seven Dwarfs: The Queen's Return),[70] uma continuação do filme, onde a Rainha sobreviveu à queda no clímax e, em seguida, revertida para sua forma jovem para lançar uma maldição sobre Branca de Neve, os anões e toda sua floresta.[71]

### Musical da Broadway
A atriz até então desconhecida, Mary Jo Salerno, interpretou Branca de Neve na produção musical da Disney, Snow White and the Seven Dwarfs, (também conhecido como Snow White Live!) no Radio City Music Hall. Jay Blackton e Joe Cook colaboraram na criação de quatro canções exclusivas para o musical, como Welcome to the Kingdom of Once Upon a Time e Will I Ever See Her Again?. Foi apresentado de 18 de outubro a 18 de novembro de 1979 e de 11 de janeiro a 9 de março de 1980, com um total de 106 performances.

### Prequela cancelada
Na década de 2000, a DisneyToon Studios começou a desenvolver uma prequela animada por computador para Branca de Neve e os Sete Anões, intitulada Os Sete Anões. O diretor Mike Disa e o roteirista Evan Spiliotopoulos escreveram uma história explicando como os anões se encontraram e como a Rainha matou o pai de Branca de Neve e tomou o trono. De acordo com Disa, a gestão da DisneyToon mudou a prequela para centralizar em torno de como Dunga perdeu a voz ao testemunhar a morte de sua mãe. Após a Disney comprar a Pixar em 2006, John Lasseter, o novo chefe criativo da DisneyToons, cancelou o filme.

### Filme emlive-action
Em 31 de março de 2016, o estúdio anunciou um novo filme sob seu título de desenvolvimento, Rose Red, um spin-off em live-action que será contado sob o ponto de vista da irmã de Branca de Neve, Red Rose. O filme está sendo planejado por Evan Daugherty, com o roteiro escrito por Justin Merz e supervisão de Tripp Vinson.

### Outras aparições

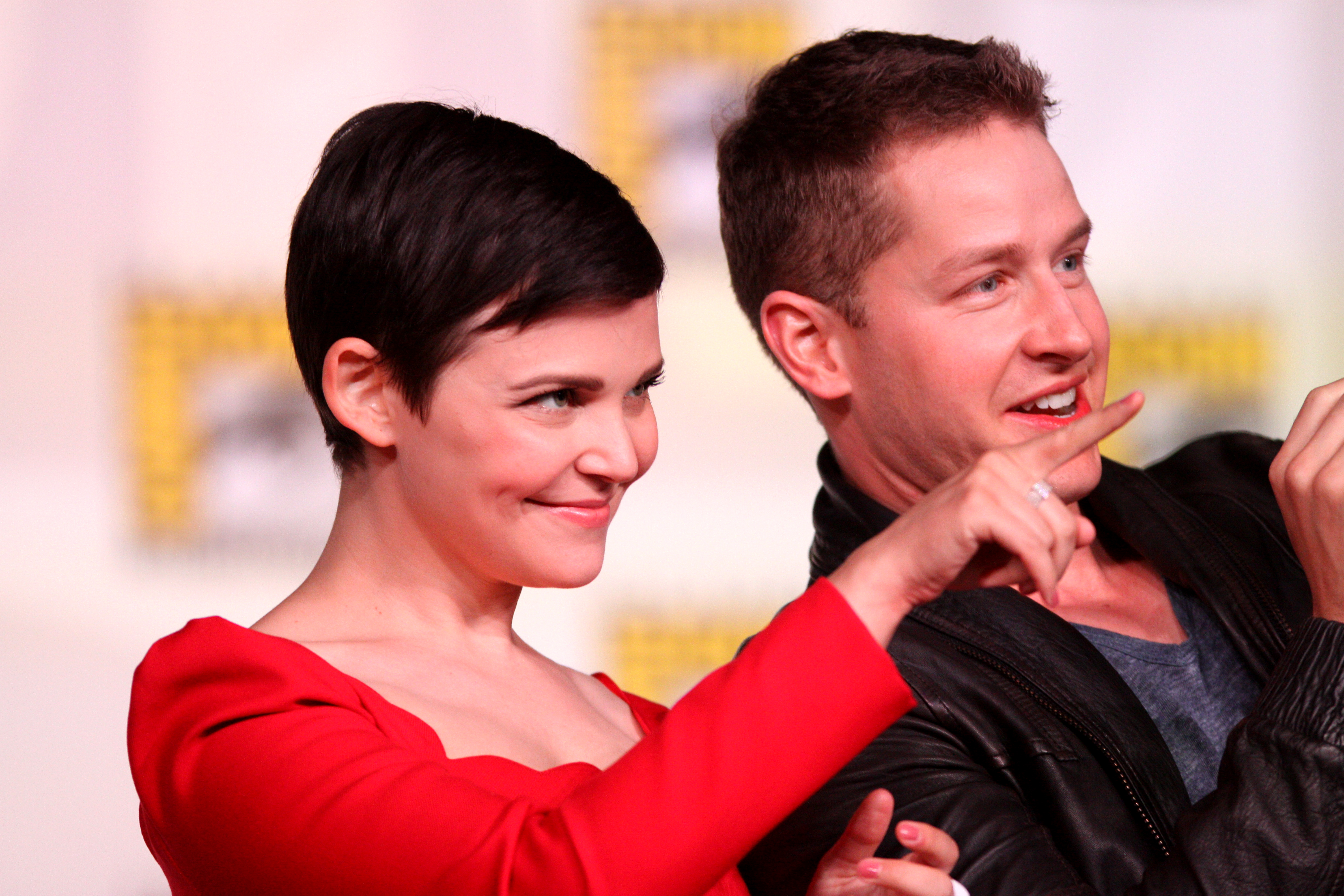
Ginnifer Goodwin e Josh Dallas interpretam Branca de Neve e Príncipe Encantado na série de TV Once Upon a Time.

Os Sete Anões fizeram raras aparições em curtas-metragens, apesar de sua popularidade, por ser numerosos para animar de forma eficiente. Os Anões apareceram em The Standard Parade (1939), The Seven Wise Dwarfs (1941, utilizando cenas recicladas), All Together (1942) e The Winged Scourge (1943).
A série de televisão animada House of Mouse, que incluía muitos cameos de personagens animados da Disney, incluiu os personagens de Branca de Neve no filme Mickey's Magical Christmas: Snowed in at the House of Mouse (2001). A Rainha apareceu em um papel de protagonista no filme Era Uma Vez no Halloween (2005).
Os personagens de Branca de Neve e os Sete Anões ganharam vida na série americana Once Upon a Time, tendo Ginnifer Goodwin no papel de Branca de Neve, Josh Dallas como Príncipe Encantado e Lana Parrilla como a Rainha Má.
Branca de Neve e os Sete Anões ganhou uma adaptação em tira de quadrinhos entre 1937–1938, todos eles compilados em um livro lançado pela Dell Comics em 1952, depois relançada pela Gold Key em 1963 e 1967, Top Giveaway Comics em 1967, Whitman em 1982, Gladstone em 1987 e Marvel Comics em 1995.